# بهرام سوم
بهرام سوم (به پارسی میانه: 𐭥𐭫𐭧𐭫𐭠𐭭) یا بهرامِ بهرامیان در شاهنامه، ششمین شاهنشاه ایران و انیران از خاندان ساسان بود. او پسر و جانشین بهرام دوم بود. بهرام سوم پس از یک دوره چهار ماهه سلطنت به سال ۲۹۳ در جریان یک لشکرکشی توسط نرسه از سلطنت کناره‌گیری کرد و نرسه بر تخت سلطنت ایران نشست.

## سرگذشت

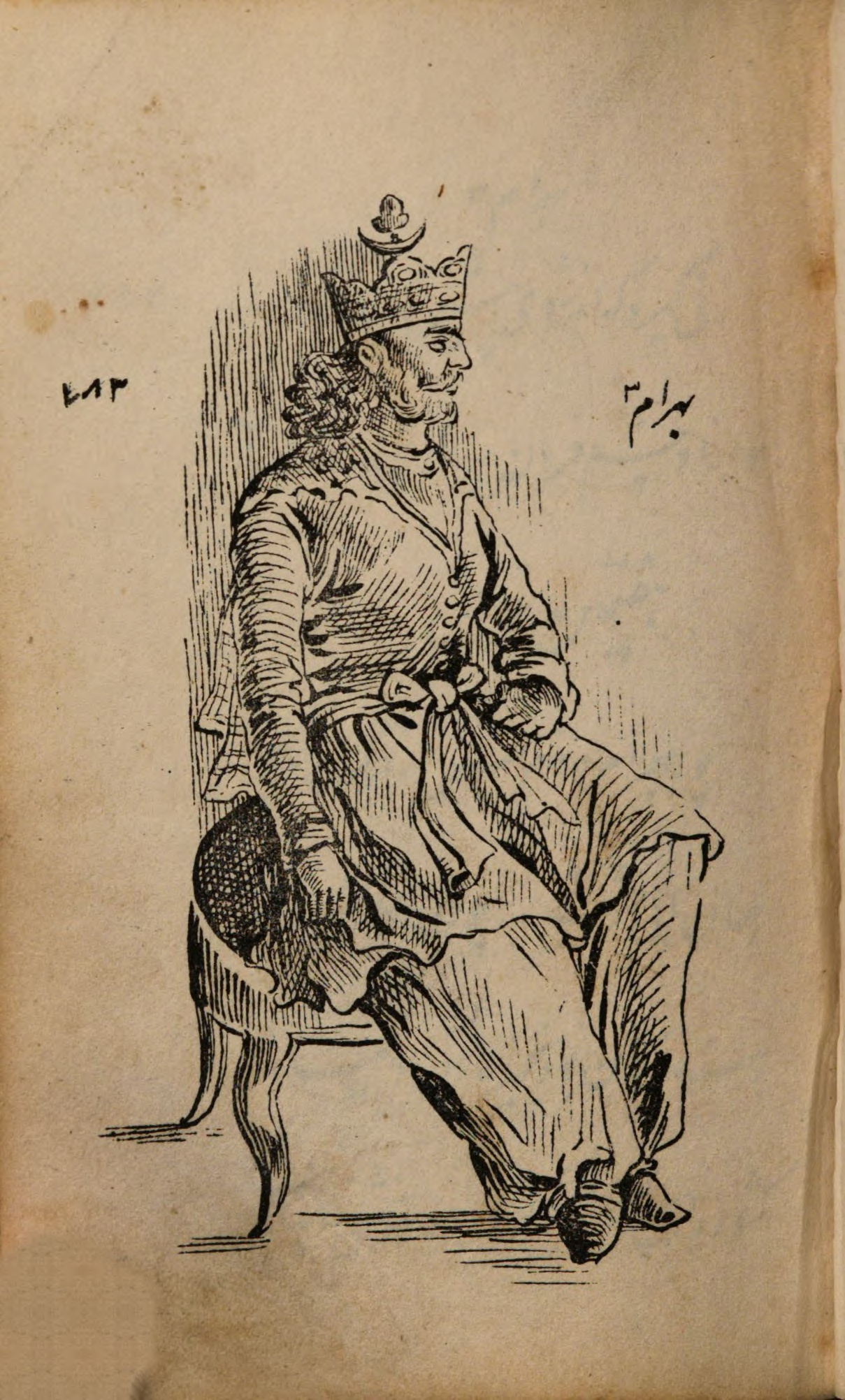
نگاره‌ای از بهرام سوم در نامهٔ خسروان

در دوران سلطنت بهرام دوم به‌دنبال شیوه‌های اولیه ساسانیان در اعطای ولایات به شاهزادگان، بهرام سوم به فرمانداری سکستان (سیستان امروزی) منصوب شد و عنوان «سکانشاه» را به دست آورد.
پس از مرگ بهرام دوم در سال ۲۹۳، بهرام سوم توسط گروهی از اشراف به رهبری وهنام به تخت نشست. او در زمان انتصاب به سلطنت هنوز جوان بود و بسیاری از بزرگان ایران او را ضعیف‌تر از آن می‌دانستند که بتواند به درستی با تهدید رومیان و تهاجم آنان مقابله کند. بنابراین آنها تصمیم گرفتند تا جانشینی او را به به چالش بکشند و در عوض با نرسه، آخرین پسر باقی مانده شاپور یکم، که رهبری با تجربه و سردار نظامی بزرگی بود و می‌توانست برای ایران شکوه و عظمت بیاورد بیعت کردند.
چهار ماه پس از سلطنت بهرام، نرسه به درخواست بسیاری از اشراف ایرانی به میان‌رودان احضار شد.  سرانجام نرسه با بزرگان ایران در گذرگاه پایکولی در ایالت گرمکان ملاقات کرد، جایی که به شدت مورد تایید قرار گرفت و احتمالاً برای اولین بار نیز شاه اعلام شد. نرسه برای جلوگیری از خونریزی، پیشنهاد صلح با بهرام و وهنام را داد.  به نظر می‌رسد که هر دو آنان نیز با آن موافقت کردند، زیرا هیچ گزارشی از نبرد ارائه نشده‌است.  دلیل توافق سریع بهرام و وهنام برای صلح شاید فرار از خدمت بسیاری از هواداران بهرام بوده‌ باشد. بهرام از سلطنت کناره‌گیری کرد و احتمالاً نجات یافت، اما وهنام با ورود نرسه به پایتخت اعدام شد.